# Hamusics János
Hamusics János (Zákány, 1936 – Budapest, 1967. február 17.) robbanóanyagokat működtető bányász, aki az 1956-os forradalom 10. évfordulóján megkísérelte újra kirobbantani a felkelést és kivívni az ország szabadságát, ezért halálra ítélték és kivégezték.

## Élete
1936-ban született. Apja a jugoszláv-magyar határon csempészkedett, mivel a trianoni békeszerződést követően a Dráva menti földjeiket felosztották és nagy részük Jugoszláviához került. Rokonságban állnak a Zichy familiával.
Hamusics, miután elköltözött otthonról, bányász lett, majd megszerezte a robbanómesteri képesítést is. 1956-ban harcolt a forradalomban, részt vett a Corvin közi harcokban, ahol három T-34-es szovjet tankot semmisìtett meg Molotov-koktélokkal. A forradalom leverése után Ausztriába akart szökni, de a határon az orosz katonák feltartóztatták. Ezután Ajka környékén bújtatták bányász társai, így büntetésben nem részesült. Megnősült, öt gyermeke született.
Hamusics azok közé tartozott, akik nem támogatták a Kádár-rendszer konszolidációját. Bányásztársaival elhatározták, hogy tevőlegesen is fellépnek a kommunizmus megbuktatása érdekében. Elhatározták, hogy felrobbantják a szombathelyi Lenin-szobrot, azonban tekintettel arra, hogy a szobor környékén észrevétlenül nem tudták volna elhelyezni a robbanóanyagot, lemondtak erről a szándékukról. Ekkor határozták el egy vasúti szerelvény felrobbantását, amelyen egy magas rangú szovjet pártfunkcionárius utazott. Hamusics társával, Poóris Balázs Sándorral együtt elhelyezte a vasúti sín mellett a robbanóanyagot, amelynek explodációját reggeli négyre, a vonat várható érkezésére időzítették. A bomba négykor, röviddel a vonat érkezése előtt felrobbant, ezenkívül nem is a várt szerelvény, hanem egy tehervonat érkezett erre, amely a felrobbantott sínről kisiklott. Szerencsére személyi sérülés nem történt.
A rendőrség nyomozást kezdett a merénylet ügyében, amelynek során rátaláltak Hamusicsra és társaira, letartóztatták őket és Hamusics Jánost halálra ítélték. 1967. február 17-én 6:10-kor felakasztották. Halála után családját a kommunista rezsim Bakonybánkra internálta és mindenüktől megfosztotta. Gyermekei csak 1993-ban a szovjet hadsereg kivonása után kaptak bárminemű szociális támogatást. A kommunista diktatúra áldozataként Padragkúton emlékére emlékművet állítottak 2005-ben. A magyar államtól azonban kárpótlást a mai napig nem kaptak leszármazottai.